# Klaus Blumentritt
Klaus Blumentritt (* 1941 in Wörth am Rhein, Rheinland-Pfalz) war  deutscher Bundesbeauftragter für Asylangelegenheiten, dann Direktor beim Bundesamt für Migration und Flüchtlinge. Der parteilose Jurist ist mit einer Französin verheiratet und Vater von zwei Kindern.

## Studium
Blumentritt studierte nach seinem Abitur in Rüsselsheim zunächst Volkswirtschaft an der Universität des Saarlandes in Saarbrücken. Später wechselte er zur Rechtswissenschaft an die Philipps-Universität in Marburg. Dort legte er das 1. juristische Staatsexamen ab und wurde zum Gerichtsreferendar am Landgericht Frankfurt am Main ernannt. Nach der 2. juristischen Staatsprüfung kam er 1974 zum damaligen Bundesamt für die Anerkennung ausländischer Flüchtlinge.

## Ausländerangelegenheiten
Blumentritt war von 1994 bis 2004 deutscher Bundesbeauftragter für Asylangelegenheiten und anschließend Direktor beim Bundesamt für Migration und Flüchtlinge. Am 22. Februar 2006 wurde er in den Ruhestand verabschiedet. Das Amt des Bundesbeauftragten wurde mit der Verabschiedung des Zuwanderungsgesetzes abgeschafft.
Laut eigenen Angaben war es seine Aufgabe, in Asylangelegenheiten für die Einheitlichkeit der Entscheidungen zu sorgen und die Interessen der Bundesrepublik Deutschland zu wahren. Er konnte sich an Asylverfahren beteiligen und war auch klagebefugt.

### Kritik
Dem Bundesbeauftragten wurde von Seiten einiger Flüchtlingsorganisationen vorgeworfen, die Interessen Deutschlands als Flüchtlingsabwehr zu interpretieren, da er in den vergangenen Jahren selten zugunsten von abgelehnten Asylwerbern aktiv geworden sei. Im Januar 2001 äußerte das Bundesverfassungsgericht deutliche Kritik an seiner Amtsführung und bemängelte, dass der Bundesbeauftragte fast ausschließlich zu Lasten von Flüchtlingen interveniere.